# 蒲庵古渓
蒲庵古渓（ほあん こけい、天文元年（1532年） - 慶長2年1月17日（1597年3月5日））は、安土桃山時代の臨済宗の僧。俗姓は朝倉氏。越前国の出身。大慈応照禅師。古渓宗陳（こけいそうちん）とも。

## 概要
越前国の戦国大名である朝倉氏の出身で、一族の重鎮だった朝倉宗滴の一周忌に際してその死を悼んでいることから、廃嫡され仏門に入ったと伝わる宗滴の実子が蒲庵古渓ではないかとする見方がある（『越前朝倉氏の研究』p.273参照）。
出家して下野国足利学校で修学し、その後京都大徳寺の江隠宗顕に師事した。天正元年（1573年）、笑嶺宗訢（しゅうれいそうきん）の法を継ぐため、堺南宗寺から大徳寺の住持職となった。この際に堺時代に知り合った千利休から祝儀を受けている。同年、利休に「抛筌斎（ほうせんさい）」の号を授けた。天正13年（1585年）の「利休居士」号創出にも関係するようだが、詳しいことは不明である。天正10年（1582年）、織田信長が本能寺の変で横死すると、利休らの依頼を受けて百ヶ日法要を行い、羽柴秀吉が信長の葬儀を行った際にも導師を務めた。
天正11年（1583年）、大徳寺に総見院を開創し、翌12年（1584年）に秀吉が信長の菩提寺として天正寺の建立を企図したとき、建立事業を任された。しかし天正16年（1588年）、石田三成との衝突がきっかけで秀吉の勘気に触れ九州博多に配流となった。博多では神屋宗湛らと交流している。その後、千利休の援助により京へ戻り、天正19年（1591年）、豊臣秀長の葬儀の導師を務めるが、この年に発生した利休の切腹事件に絡んで、事件の発端となった利休の木像が大徳寺山門にまつられていた事件の責任をとらされた。その際、いたく立腹した秀吉が大徳寺の破却を試みるが、古渓が使者の前に立ちはだかり短刀で命を絶とうとしたため、秀吉は慌てて使者を引き上げさせたと言われている。晩年は洛北の市原にある常楽院に隠遁した。